# Cordylocarpus
Cordylocarpus é um género botânico pertencente à família Brassicaceae.